# هيريت ستو
هارييت بيتشر ستو (14 يونيو 1811 - 1 يوليو 1896) كاتبة أمريكية وناشطة في حركة التحرير من العبودية. وهي شخصية مؤثرة في كتاباتها وكذلك في وقفاتها العلنية في القضايا التي كانت تٌهم المجتمع آنذاك.كانت روايتها كوخ العم توم (1852) صورة لحياة الأفارقة-الأمريكيين تحت ذل العبودية. وصلت هذه القصة للملايين كرواية وكمسرحية، وكان لها تأثير كبير في الولايات المتحدة وبريطانيا. حمست القصة القوى المعارضة للرق بشمال أمريكا، بينما أثارت غضبا واسعا في الجنوب. وقد كتبت هاريت أكثر من عشرين كتابا تضمنت العديد من الروايات، وثلاثة مذكرات سفر، ومجموعات من المقالات، وخطابات. وقد كانت هذه الرواية الكتاب الأكثر مبيعاً في القرن التاسع عشر، بعد الكتاب المقدس.

## حياتها وعملها
ولدت هاريت إليزابيث بيتشرفي ليتشفيلد بولاية كونيكتيكت في 14 يونيو لعام 1811. كانت السابعة من بين ثلاثة عشر طفلا. ولدت هاريت لليمان بيتشر الذي كان قائدا دينيا عرف بشجاعته في إبداء آرائه، ولروكسانا (فوتي) التي كانت امرأة شديدة التدين وماتت عندما كان عمر هاريت خمس سنوات فقط. من أقاربها المعروفين أختها كاثرين بيتشر التي كانت معلمة وكاتبة، بالإضافة إلى عدد من الأخوة الذين صار بعضهم قساوسة فيما بعد. من أخوانها: هنري وارد بيتشر الذي كان أحد المعارضين البارزين للعبودية، وتشالز بيتشرالقس الأمريكي سابقا، وأيضا إدوارد بيتشرالذي كان رجل دين معروف.
التحقت هاريت بالإكليريكية (مدرسة للبنات) التي كانت تديرها أختها كاثرين حيث تلقت تعليما «ذكوريا» تقليديا في الدراسات اليونانية والإغريقية، بما فيها دراسة اللغات والرياضيات. وكانت سارة ويليز التي كتبت فيما بعد تحت الاسم المستعار فاني فيرن إحدى زميلات دراستها. وفي سن الحادية والعشرين انتقلت هاريت إلى سينسيناتي بولاية أوهايو لتنضم إلى والدها الذي كان قد صار رئيس إكليريكية لان الاهوتية. هناك انضمت هارييت إلى نادي الفصلة المنقوطة: كان صالونا ثقافيا وناديا اجتماعيا. من بين أعضائه الأخوات بيتشر، وكارولين لي هنتز، وسالمون فيز، وإيميلي بلاكويل، وأخرون.
في هذا التجمع قابلت هاريت كالفن إيليس ستو الذي كان أرملا يعمل مدرسا في الإكليريكية. وتزوج الاثنان في السادس من يناير لعام 1836. كان ستو معارضا شديدا للاستعباد، وكلا الزوجين دعم فكرة خطوط السكة الحديدية تحت الأرض (مجموعة من الطرق السرية والمنازل الآمنة التي استخدمها العبيد في القرن التاسع عشر للوصول إلى الولايات الأمريكية التي كان الاستعباد فيها غير قانوني أو إلى كندا). وكانا يؤويان العبيد الهاربين بشكل مؤقت في بيتهم. كان لهما من الأبناء سبعة منهم بنتان تؤمان.

## كوخ العم توم والحرب الأهلية
في عام 1850 أصدر الكونغرس الأمريكي قانون العبيد الفارين الذي حظر مساعدة الهاربين وقنن إعادتهم للولايات التي هربوا منها. في هذه الأثناء انتقلت هاريت ستو مع عائلتها إلى منزل بالقرب من حرم جامعة بودوين في برونزويك في ولاية مين، حيث صار زوجها يعمل مدرسا آنذاك. رأت ستو أثناء أحد أقدسة القربان المقدس في الكنيسة الملحقة بالجامعة رؤيا عبد يحتضر وهو ما ألهمها كتابة قصته. يوم 9 مارس عام 1850 كتبت ستو إلى جماليل بايلي - المحرر بالصحيفة الأسبوعية المعارضة للعبودية «ناشيونال إرى»: العصر القومي- تخبره أنها خططت لكتابة قصة عن قضية العبودية، تقول: «أشعر الآن أنه حان الوقت الذي يجب فيه حتى على المرأة أو الطفل الذين لهم القدرة على قول كلمة من أجل الحرية والإنسانية أن يتكلموا... آمل ألا تصمت أية امرأة تستطيع الكتابة». وبعد ذلك بفترة قصيرة، تم نشر أول حلقة من كوخ العم توم في يونيو عام 1851 في جريدة «ناشيونال إرى» وكانت هاريت حينئذ في الأربعين من عمرها. في الأصل استخدمت هاريت عنوانا فرعيا هو «الرجل الذي كان مجرد شيء»، ولكنها استبدلته بعد ذلك بقليل بـ«الحياة وسط الحقراء». نشرت الحلقات أسبوعيا في الفترة ما بين الخامس من يونيو لعام 1851 حتى الأول من إبريل لعام 1852. تقاضت هاريت 400 دولارا فقط عن كتابة روايتها في حلقات للصحيفة. بعد ذلك نشر جون بي جويت كوخ العم توم على هيئة كتاب في العشرين من مارس 1852 بطبعة أولى ضمت 5000 نسخة. كل مجلد من مجلدي الكتاب ضم ثلاثة رسوم إيضاحية وصفحة للعنوان – صممتها هامات بلينجز. وفي أقل من سنة تم بيع عدد غير مسبوق من نسخ الكتاب وهو ثلاثة مائة ألف نسخة. وبحلول شهر ديسمبر بدأت المبيعات تقل فنشر جويت طبعة ليست غالية كان سعرها 37.5 سنتا لكل كتاب بهدف إنعاش المبيعات.
التصوير الشعوري الذي صورته الرواية لأثار العبودية أسر اهتمام الأمة، وزاد من الجدال حول العبودية وإلغائها، كما أثار المعارضة في الجنوب. وفي خلال عام واحد، سميت ثلاثمائة طفلة بـ«إفا»(إيفا) – بطلة القصة- في بوسطن وحدها، وتم افتتاح مسرحية مبنية على الرواية في نيويورك في نوفمبر تلك السنة.
بعدما بدأت الحرب الأهلية سافرت ستو إلي واشنطن العاصمة حيث قابلت الرئيس أبراهام لينكولن في الخامس والعشرين من نوفمبر عام 1862. وقد قالت هاتي ابنة ستو عن هذه الفترة: «أؤكد لكم أن الوقت الذي قضيناه في البيت الأبيض كان مضحكا جدا؛ سأكتفى الآن بأن أقول بأن كل شيء كان مرحا، وكنا على استعداد أن ننفجر ضحكا طول الوقت». ما قاله لينكولن بالضبط كان عبارة غامضة نوعا. وقال ابنها بعد ذلك أن لينكولن حياها قائلا: «إذا أنتي المرأة الصغيرة التي كتبت ذاك الكتاب الذي سبب بداية هذه الحرب العظيمة». حتى ما حكته ستو نفسها كان غامضا، بما فيه الخطاب الذي أرسلته لزوجها لتروي له ما حدث في الاجتماع: «لقد حظيت بمقابلة شخصية مضحكة بحق مع الرئيس».

## السنوات التالية
في السنوات التي تلت الحرب الأهلية، قامت ستو بعمل حملات تدعو لزيادة حقوق المرأة المتزوجة، مجادلة عام 1869 أن: «مكانة الزوجة... - على الكثير من الاعتبارات- تماما مثل مكانة العبد الأسود: لا تستطيع أن تحرر أية عقود ولا أن يكون لها أية ملكية؛ فأيا ما ترث أو تكسب يصبح في لحظتها ملكا لزوجها... وعلى الرغم من أنه اكتسب ثروة عن طريقها، وعلى الرغم من أنها تكسب ثروة من مواهبها، يكون هو السيد الوحيد لكل ذلك، ولا يمكن لها أن تمتلك بنسا واحدا... في القانون العام الإنجليزي المرأة المتزوجة ليست شيئا على الإطلاق. إنها خارج الوجود القانوني».
في السبعينيات من القرن التاسع عشر اتهم أخو ستو – هنري وارد بيتشر- بارتكاب الزنا، وصار موضعا لفضيحة قومية. ستو التي لم تستطع تحمل المهجامات الشعبية على أخيها هربت إلى فلوريدا، ولكنها أوصت أفراد عائلتها بأن يرسلوا إليها تقارير عن الأخبار. وعلى الرغم من هذا ظلت ستو خلال تلك القضية وفية لأخيها ومؤمنة ببرائته. كانت السيدة ستو من ضمن مؤسسي مدرسة هارفرد للفنون، التي صارت فيما بعد جزءا من جامعة هارتفورد.
عقب وفاة كالفن ستو عام 1886 بدأت صحة هاريت في التدهور بشكل سريع. وبحلول عام 1888 نقلت صحيفة الـ«واشنطن بوست» أن ستو: «بدأت كتابة كوخ العم توم مرة أخرى نتيجة لإصابتها باضطراب عقلي. تخيلت هاريت أنها مشغولة بتأليف الكتاب لأول مرة، ولعدة ساعات كل يوم استخدمت قلما وورقة بجد لتكتب فقرات طويلة من الكتاب تقريبا بنفس الكلمات.. كلمة بكلمة. كان هذا يحدث لا شعوريا من ذاكرتها بينما كانت الكاتبة تعتقد أنها تؤلف القصة مع شروعها في الكتابة. بالنسبة لعقلها العليل كانت القصة جديدة تماما وباستمرار كانت ترهق نفسها بالعمل الشاق الذي اعتبرته وليد اللحظة».
وقد تحدث مارك توين - جار ستو في هارتفورد- عن الأعوام الأخيرة في حياتها في الفقرة التالية من سيرته الذاتية: «لقد اضمحل عقلها، وصارت شخصية مثيرة للشفقة. كانت تتجول طوال اليوم في رعاية امرأة أيرلندية شبيهة برجل. ما بين المستعمرين لحيّنا كانت الأبواب دائما مفتوحة عندما يكون الجو جميلا. السيدة ستو دخلتهم بكامل إرادتها وكانت دائما ما تتسلل بخفة وكانت مفعمة بروح حيوانية بشكل عام؛ فكانت تستطيع أن تتعامل مع المفاجآت بل وأحبت أن تصنعها؛ فمن الممكن أن تتسلل وراء شخص يغط في الأحلام أوالتأملات وتصدر صوت مثل صيحة في حرب مما يجعل الشخص يقفز من ملابسه. وكان لها أمزجة أخرى أيضا، ففي بعض الأحيان كنا نسمع موسيقى هادئة من غرفة الرسم خاصتها ونجدها هناك تعزف البيانو وتغني أغاني قديمة وحزينة بصوت مؤثر بشكل لا يوصف». الباحثين المحدثين اليوم يخمنون أن هاريت عانت من مرض الزهايمر في نهاية حياتها.
توفيت هاريت بيتشر ستو في الأول من يوليو لعام 1896 عن عمر يناهز الخامسة والثمانين في هارتفورد بكونيكتيكت، ودفنت في المقبرة التاريخية في أكاديمية فيليبس في آندوفر بماساتشوستس.

## المعالم الرئيسة
يوجد العديد من المعالم التي انشئت خصيصا لذكرى هاريت بيتشر ستو، وهذه المعالم تقع في ولايات مختلفة بما فيها أوهايو، وفلوريدا، ومين، وكونيكتيكت. أماكن هذه المعالم تُظهر مراحل مختلفة من حياتها؛ على سبيل المثال بيت والدها حيث ترعرعت، والمكان الذي كتبت فيه أشهر أعمالها.
منزل هاريت بيتشر ستو في سينسيناتي بولاية أوهايو كان المنزل الأسبق لوالدها ليمان بيتشر في حرم إكليريكية لان سابقا. كان والدها واعظا من الذين تأثروا بشدة بأحداث شغب سيسناتي عام 1836 مؤيدة للعبودية بسبب وجود ثائرين في إكليريكية لان. عاشت هاريت في هذا المنزل حتى زواجها. المكان مفتوح للعامة وتتم إدارته كموقع تاريخي وثقافي خاص بحياة هاريت ستو، وإكليريكية لان، وخطوط السكة الحديدية تحت الأرض، كما أنه يعرض التاريخ الإفريقي- الأمريكي.
في السبعينات والثمانينات من القرن التاسع عشر قضت ستو وعائلتها الشتاء في ماندارين بفلوريدا؛ وهي الآن مجاورة في جاكسونفيل المتحدة بشارع ساينت جونز ريفر. وقد كتبت ستو أوراق البلميط (نوع من النخيل) أثناء وجودها في ماندارين التي تجادل النقاد حول كونها عمل بليغ من الأدب الدعائي موجه لمستثمري الشمال المرتقبين في فلوريدا في ذلك الوقت. تم نشر الكتاب عام 1873 وفيه وصف لشمال شرق فلوريدا وسكانه. في عام 1870 أنشأت ستو مدرسة في ماندارين للأطفال والكبار لا وجود للتفرقة أو التصنيف العنصري بها، وكان ذلك سببا في تقديم الحركة القومية نحو المساواة وتفاعل أطياف المجتمع أكثر من نصف القرن. النصب التذكاري لعائلة ستو يقع في الشارع المقابل لمكان كوخهم قديما، ويمتكله ما يسمى نادي المجتمع (The Community Club)؛ في موقع كنيسة عمل فيها زوج ستو ذات مرة ككاهن. كنيسة منقذنا تعتبر كنيسة أسقفية أمريكية أسسها مجموعة من الناس الذين اعتادوا أن يجتمعوامع بروفسور كالفن إي ستو وزوجته الشهيرة لمطالعة الإنجيل. وفي الكنيسة يوجد النافذة الزجاجية الملطخة الحافظة لذكرى ستو الذي ابدعه لويس كومفرت تيفاني.
منزل هاريت بيتشر ستو في برونزويك بولاية مين هو المكان الذي كتبت فيه ستو أهم رواياتها كوخ العم توم. في تلك الأثناء كان زوجها يُدرس علم اللاهوت في جامعة بودوين القريبة من منزلهما، وكانت هي بانتظام تدعو طلابا من الجامعة وأصدقاءا لتناقش معهم فصول القصة قبل النشر. جوشوا تشامبرلاين- قائد الحرب الأهلية المستقبلي آنذاك، والمحافظ فيما بعد- كان طالبا في هذه الجامعة في ذلك الوقت. وصف تشامبرلاين فيما بعد تلك الأجواء قائلا: «في تلك المناسبات، آثرت ستو مجموعة مختارة من الأصدقاء –صغار السن في غالبا- ليتمتعوا بالحرية في منزلها. مع ذلك كان ما يشجع في الأمر هو قراءة الفصول المتتابعة من روايتها كوخ العم توم قبل النشر، ومناقشتهم مناقشة صريحة». وفي عام 2001 اشترت جامعة باودوين المنزل بالإضافة إلى مبنى ملحق أحدث بناء، واستطاعت أن تجمع التمويل الأساسي اللازم لترميم المنزل، ولكنه ليس مفتوحا للجمهور.
منزل هاريت بيتشر ستو في هارتفورد بكونكتيكت هو المنزل الذي قضت فيه هاريت الثلاثة وعشرين عاما الأخيرة من حياتها، وكان المنزل المجاور لمنزل زميلها الكاتب مارك توين. وفي هذا المنزل ذي ال5000 قدم مربع (460 م2) والشبيه بالكوخ، يوجد الكثير من أدوات ستو الأصلية وكذلك من أدوات ذاك العصر. في مكتبة البحث -المفتوحة للزوار- هناك خطابات ووثائق عديدة لعائلة بيتشر. والمنزل مفتوح للعامة ويقدم فيه جولات مدتها نصف الساعة للزوار.
في الوقت الذي كانت فيه ستو في سينسيناتي عام 1833، أصيبت المدينة بوباء كوليرا واسع الانتشار. ولتتجنب ستو المرض ذهبت لزيارة كنتاكي بواشنطن في الجنوب من مايزفل، وكانت أحد المجتمعات الأساسية في هذا العصر. أقامت هاريت هناك مع عائلة المارشال كي الذي كانت إحدى بناته طالبة في إكليريكية لان. من المسجل أن السيد كي أخذ هاريت لرؤية مزاد علني لبيع العبيد؛ حيث كانت تلك المزادات كثيرا ما تعقد في في مايزفل. الدارسين يقولون إنها تأثرت بشدة جراء هذه التجربة. وما يزال منزل المارشال كي قائما في واشنطن. كان السيد كي شخصية رائدة من كنتاكي، وكان من زواره أيضا هنري كلاي ودانيال ويبستر.
الموقع التاريخي لكوخ العم توم يعد جزءا من مستوطنة دون المرممة في دريسدن بأونتاريو في كندا، وتبعد عشرين ميلا شرق ألجوناك بميتشيجان. مستوطنة دون - أومجتمع العبيد المحررَيين - التي أسسها ريف جوسايا هنسون وداعمون آخرون لحركة القضاء على العبودية تم ترميمها في الثلاثينيات من القرن التاسع عشر، ويوجد أيضا متحف هناك. وكان هنسون عبد استطاع الهرب من العبودية عن طريق خطوط السكك الحديدية وأنشأ هذه المستوطنة لمساعدة العبيد على تنمية أنفسهم نفسيا وعقليا وجسديا وعلميا. هنسون ومستعمرة دون كانا ما ألهم ستو لكتابة كوخ العم توم في الأصل.

## روابط خارجية
- هيريت ستو على موقع IMDb (الإنجليزية)
- هيريت ستو على موقع الموسوعة البريطانية (الإنجليزية)
- هيريت ستو على موقع ميوزك برينز (الإنجليزية)
- هيريت ستو على موقع أول موفي (الإنجليزية)
- هيريت ستو على موقع قاعدة بيانات برودواي على الإنترنت (الإنجليزية)
- هيريت ستو على موقع قاعدة بيانات الأفلام السويدية (السويدية)
- هيريت ستو على موقع إن إن دي بي (الإنجليزية)
- هيريت ستو على موقع ديسكوغز (الإنجليزية)
- هيريت ستو على موقع قاعدة بيانات الفيلم (الإنجليزية)
- هيريت ستو على موقع كينوبويسك (الروسية)